# Hieronymus Wolf
Hieronymus Wolf, född 1516, död 1580, var en tysk historiker och humanist som framför allt är känd för att ha introducerat en bysantinsk historiografi som kom att bli normgivande för verk om Greklands historia.